# Combourtillé
Combourtillé (bret. Komorzhel) – miejscowość i gmina we Francji, w regionie Bretania, w departamencie Ille-et-Vilaine.
Według danych na rok 1990 gminę zamieszkiwały 363 osoby, a gęstość zaludnienia wynosiła 39 osób/km² (wśród 1269 gmin Bretanii Combourtillé plasuje się na 909. miejscu pod względem liczby ludności, natomiast pod względem powierzchni na miejscu 864.).